# Makaszewka
Makaszewka (ros. Макашевка) – wieś w Rosji, w obwodzie woroneskim, w okręgu miejskim Borisoglebska. W 2010 liczyła 1084 mieszkańców.